# Matías Jimeno

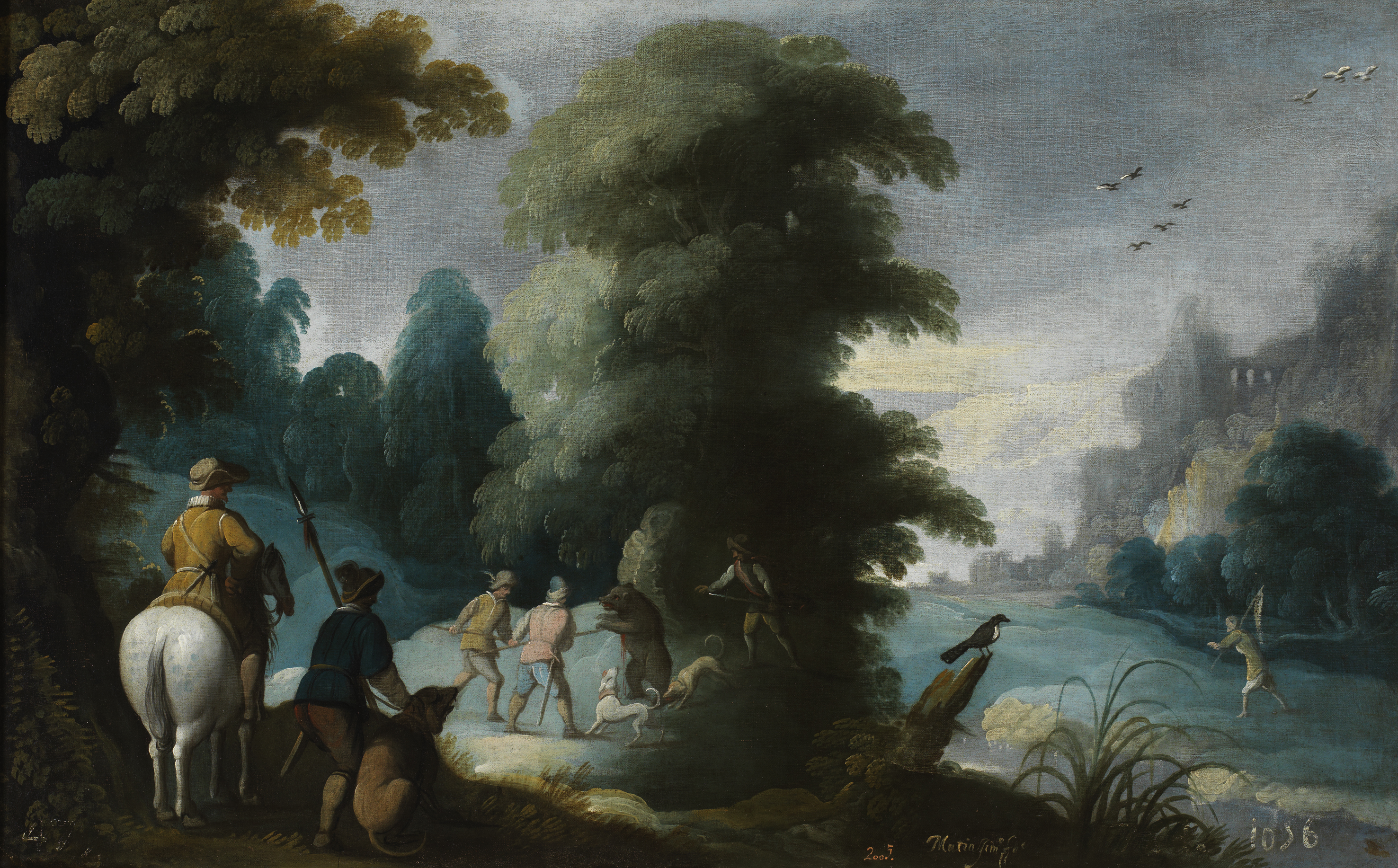
Paisaje montañoso con la caza del oso, óleo sobre lienzo, 69 x 118 cm, Madrid, Museo del Prado.

Matías Jimeno o Ximeno (fallecido en Sigüenza, 1657) fue un pintor barroco español activo en la diócesis de Sigüenza y sus inmediaciones, donde cultivó tanto la pintura religiosa como la mitología y el paisaje con figuras, algunas de las cuales pasaron a la colección real, empleadas en la decoración del Palacio del Buen Retiro.

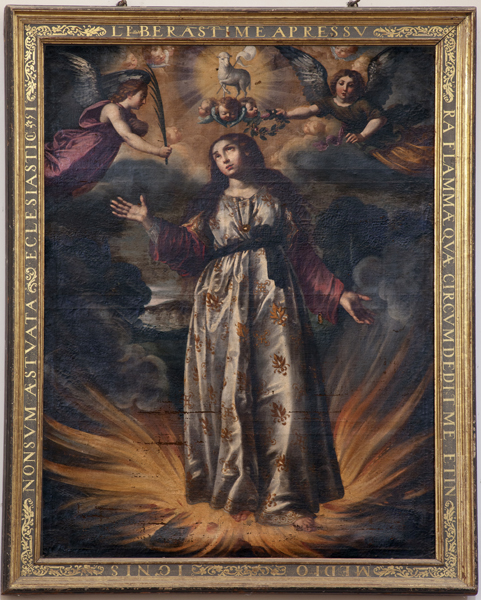
Santa Inés en la hoguera, óleo sobre lienzo, ca. 200 x 130 cm. Pastrana, Colegiata. Atribuido a Matías Jimeno y de la misma mano que las santas del retablo mayor donadas a la Colegiata en 1635.

## Vida y obra
Matías Jimeno es un artista singular, a quien se conoce por sus obras, que solía firmar y fechar, antes que por las escasas noticias históricas o documentales que de él nos han llegado, y que, pudiendo ser considerado un pintor provinciano, que con frecuencia copia estampas ajenas y trabaja como dorador y pintor de brocha gorda a la vez que es pintor de historias, cuenta con diecisiete lienzos de paisajes puros y paisajes con figuras y escenas mitológicas en el Palacio del Buen Retiro según el inventario de 1700.
Documentado en 1635 en Guadalajara, en diciembre de 1636 estaba e Pastrana, donde firmó en la Colegiata (1639) el Crucificado del ático del retablo mayor, de carácter monumental y cierto tenebrismo de raíz escurialense, atribuyéndosele también las restantes pinturas del mismo retablo, sin firmar y donadas a la iglesia en 1635, una de las cuales, la Santa Margarita, imita la de Tiziano en El Escorial a través de la estampa de Luca Bertelli. En 1640 se colocó el desmantelado retablo de la Virgen en la iglesia de Santa María del Rey, Atienza, donde le pertenecían los lienzos de la Adoración de los pastores y Adoración de los Reyes en el cuerpo bajo, y los menores del cuerpo superior de la Presentación de María en el templo y Anunciación, ahora en el Museo de San Gil de la misma localidad, junto con algunos apóstoles que formaban parte de la predela. Se trata de obras de clara raigambre manierista pero desiguales, como lo es el conjunto de su producción, destacando el de la Adoración de los magos situado en un hermoso paisaje inspirado en estampas flamencas y con un acertado empleo de la iluminación de raíz veneciana bassanesca.
En 1644 se le encuentra avecindado ya en Sigüenza, donde permanecerá hasta su muerte, el 10 de agosto de 1657, sin dejar de trabajar para las iglesias del obispado seguntino y sus inmediaciones: en 1654 cobró de los vecinos de Yunquera de Henares el retablo de San Pedro, destruido en la guerra civil, y en 1656 fechó los retablos de la Asunción de Villanueva de Jiloca (Zaragoza), valiéndose aún de modelos de Federico Zuccaro, y el mayor de Arbancón (Guadalajara), donde firma dos de los lienzos: Santiago en Clavijo y Conversión de San Pablo.

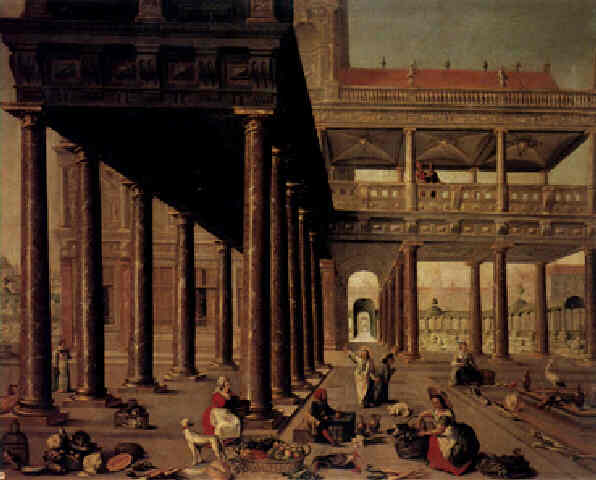
Cristo expulsando a los mercaderes del templo, óleo sobre lienzo (132 x 163 cm) Venta en Sotheby’s, 1998.

Antonio Ponz (Viage de España, vol 13, carta I), al observar en los altares colaterales del colegio de los Jerónimos de Sigüenza cuatro lienzos de Jimeno hoy perdidos (cuyos asuntos coinciden con los del retablo de Atienza), anotó: «Si Palomino hubiera tenido noticia de este profesor, lo habría puesto en el Catálogo de los buenos Artífices». El elogio puede ser exagerado, pero por las mismas fechas otro cuadro de Jimeno llamó la atención de Jovellanos, quien dio noticia de él a Ceán Bermúdez. Visitando Cifuentes fue invitado a visitar la casa de un tal Juan Caballero que tenía en gran estima su colección de pinturas, «algunas malas, algunas muy medianas» y sólo cinco escogidas, según Jovellanos, siendo la quinta una Caída de San Pablo, de mediano mérito, de Matías Ximeno, firmada en 1652 (Diarios, II). Otras dos eran una pintura de Perseo y Andrómeda y una muerte de Adonis en cristal, temas mitológicos cultivados también por Jimeno, aunque en este caso no se dice que las pinturas fuesen suyas. Al recoger la noticia, Ceán lo hacía, sin justificación aparente, discípulo de Vicente Carducho, calificándole de pintor acreditado en Castilla, pero nada decía de sus trabajos en otros géneros.
De su actividad como pintor de mitologías y paisajes con figuras, a menudo tomando elementos como arquitecturas e indumentarias de estampas flamencas, queda el Paisaje con Píramo y Tisbe, Real Academia de Bellas Artes de San Fernando, firmado sin fecha, inventariado en el Palacio del Buen Retiro en 1700 junto a una Fábula de Venus y Marte, perdida, y otra de Diana y Acteón que, depositada -1901- por el Museo del Prado en el Museo de Tortosa, desapareció en 1936. De la misma procedencia son sendos paisajes puros que en 1882 pasaron a la Diputación de Santiago de Cuba, y algunos más con escenas galantes y de cacería (Paisaje montañoso con caza del oso, Museo del Prado, depositado en el Cuartel general del Ejército, y Paisaje con palacio y atalaya, Prado, en depósito en el Tribunal Supremo). Se desconoce el grado de vinculación del pintor con la Corte, no habiendo sido posible documentar su presencia en Madrid, pero en todo caso puede afirmarse que su producción de obras de género no quedó limitada a servir con ellas a palacio: en 1656, el mismo año en que firmó los ya citados retablos de Villanueva de Jiloca y Arbancón, fechó una Riña de pícaros (Mairena del Alcor, colección Bonsor) copiada, una vez más, de una antigua estampa de Francesco Villamena, fechada ésta en 1603.